# Flatgrund (Vårdö, Åland)
Flatgrund med Flatgrunds ören är en ö i Åland (Finland). Den ligger i Skärgårdshavet och i kommunen Vårdö i landskapet Åland, i den sydvästra delen av landet. Ön ligger omkring 32 kilometer nordöst om Mariehamn och omkring 250 kilometer väster om Helsingfors.
Öns area är 23,1 hektar och dess största längd är 0,9 kilometer i sydöst-nordvästlig riktning. Ön höjer sig omkring 10 meter över havsytan.

## Delöar och uddar
- Flatgrund 60°17′54″N 20°22′01″Ö / 60.29838°N 20.36681°Ö
- Flatgrunds ören 60°17′49″N 20°22′24″Ö / 60.29684°N 20.37324°Ö